# مجموعه آنتولوژی

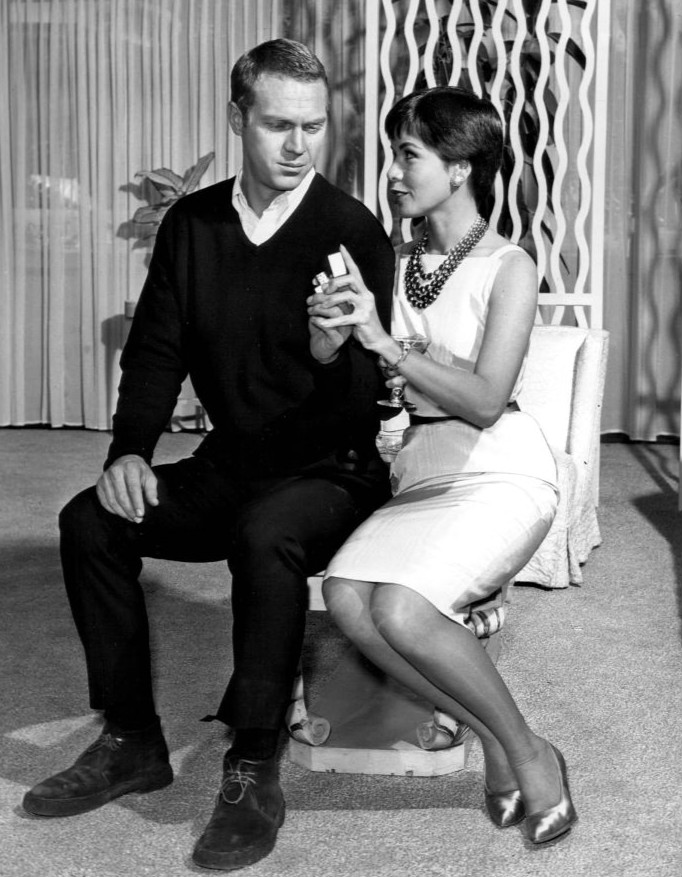
فریمی از مجموعه آنتولوژی آلفرد هیچکاک تقدیم می‌کند با نقش‌آفرینی استیو مک‌کوئین و نیلی آدامز

مجموعه آنتولوژی یا سریال آنتولوژی (به انگلیسی: Anthology series) به برنامهٔ رادیویی یا تلویزیونی‌ای گفته می‌شود که در هر قسمت یا فصل آن از بازیگران و داستان متفاوتی استفاده می‌شود اما این قانون مطلق نیست و در بسیاری از مجموعه‌های گذشته از یک گروه ثابت از بازیگران در داستان‌های متفاوت هر فصل بهره می‌بردند.
از مجموعه‌های تلویزیونی آمریکایی که از سبک آنتولوژی بهره برده‌اند می‌توان به آلفرد هیچکاک تقدیم می‌کند، کارآگاه حقیقی، فارگو، آینه سیاه، عشق مدرن، داستان ترسناک آمریکایی و کانال صفر اشاره کرد.
همچنین در ایران سریال‌هایی مانند باران عشق، نیمکت، خرده ستمگران، شاید برای شما هم اتفاق بیفتد، در قصه‌ها زندگی می‌کنند و آنها با این رویکرد ساخته شده‌اند.